# Parroquias de la Iglesia de Suecia

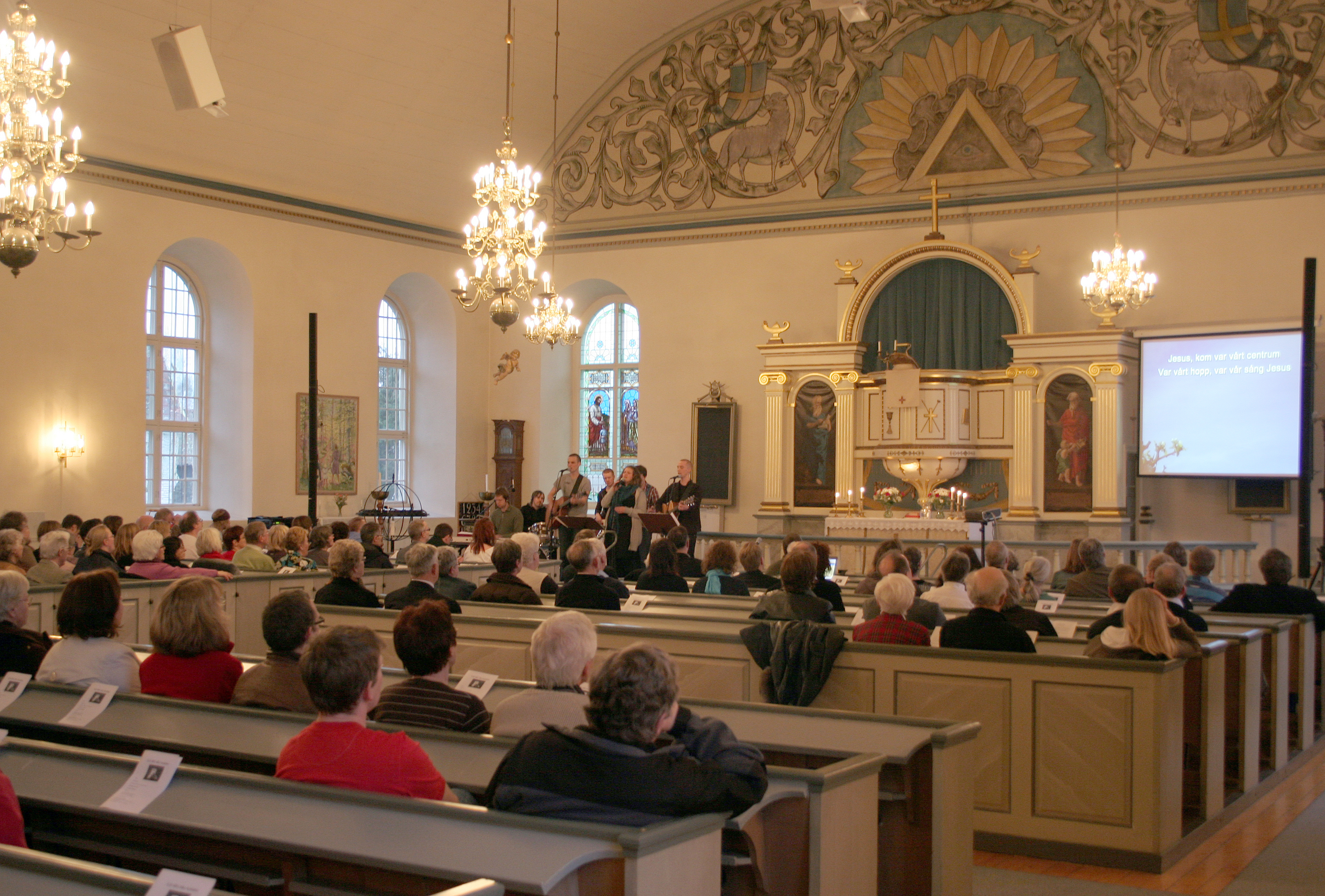
Parroquia de la Iglesia de Suecia

Las parroquias de la Iglesia de Suecia (en sueco: Svenska kyrkans församlingar) son las menores subdivisiones administrativas dentro de la Iglesia de Suecia, históricamente fueron llamados Socken, sin embargo, actualmente se les denomina como församling. Unidades similares fueron utilizados para la subdivisión municipal (landskommun) y con fines catastrales (jordebokssocknar o jordregistersocknar) hasta el siglo XX.
Después de la Reforma protestante en el siglo XVI, la iglesia también se convirtió en una iglesia del estado y, como tal, asumió a su cargo tareas administrativas como mantener el registro civil. Las parroquias también se utilizaron como unidades catastrales (jordebokssocknar, más tarde jordregistersocknar), a veces con áreas y demarcaciones ligeramente diferentes. Finalmente asuntos religiosos y civiles se separaron en dos entidades dentro del mismo distrito (en 1863), la congregación religiosa (församling) y la parroquia civil o municipio rural (landskommun). La parroquia civil maneja las tareas municipales, pero la congregación todavía conserva una parte importante de influencia, incluyendo la responsabilidad de las escuelas. Las parroquias civiles se unieron a los municipios más grandes, en la mayoría de los casos en 1952. Algunas parroquias civiles quedaron como municipios independientes hasta las fusiones de 1967-1974 y en algunos casos incluso después de eso. Las parroquias catastrales se mantuvieron hasta la reforma entre 1976 y 1995, donde fueron reemplazados por los municipios.
El 1 de julio de 1991, la Agencia Sueca de Administración Tributaria asume las tareas pendientes relacionadas con el registro de población de las parroquias. La Iglesia de Suecia fue separada del Estado en 2000, pero sus parroquias se siguen utilizando en las estadísticas oficiales. Las parroquias han visto grandes cambios geográficos desde esa fecha, por lo que los registros se conservan para ambas parroquias históricas anteriores al año 2000 y las parroquias actuales.